# The Reeling
«The Reeling» es una canción de la banda estadounidense de indie Passion Pit. Fue lanzado en mayo de 2009 como primer sencillo de su álbum debut Manners.
Recibió críticas positivas por parte de la prensa, el sencillo ingresó en septiembre de 2009 en el Billboard Alternative Songs. Inicialmente, en el Reino Unido alcanzó el puesto #137, pero tras su relanzamiento en enero de 2010 ocupó una mejor posición colocándose en el puesto #99. Con este mejor desempeño, la compañía discográfica reeditó «Sleepyhead» en marzo de 2010.
La canción apareció en el videojuego de fútbol Pro Evolution Soccer 2011.

## Video musical
El clip fue dirigido por Hydra (John Hobbs, Ariel Danziger, Sam Stephens) pertenecientes a la productora Humble y estrenado en abril de 2009. Representa una noche tranquila en la ciudad mostrando a unos jóvenes muy alegres que se disponen a presenciar un concierto de la banda en un pub. El clip utiliza un estilo visual particular y un excelente manejo escénico.

## Lista de canciones
| CD, Promo |                                   |          |  |
| N.º       | Título                            | Duración |  |
| 1.        | «The Reeling» (Radio Edit)        | 3:56     |  |
| 2.        | «The Reeling» (Versión del álbum) | 4:47     |  |
| 3.        | «The Reeling» (Instrumental)      | 4:50     |  |

| Descarga digital (Remixes) |                                                         |          |  |
| N.º                        | Título                                                  | Duración |  |
| 1.                         | «The Reeling» (Calvin Harris Remix)                     | 6:22     |  |
| 2.                         | «The Reeling» (Shuttle Remix)                           | 5:26     |  |
| 3.                         | «The Reeling» (Groove Police Remix - Club Mix)          | 8:15     |  |
| 4.                         | «The Reeling» (Groove Police Remix - Radio Mix)         | 3:39     |  |
| 5.                         | «The Reeling» (Dean Coleman Bass Hit Remix - Club Mix)  | 6:27     |  |
| 6.                         | «The Reeling» (Dean Coleman Bass Hit Remix - Radio Mix) | 3:40     |  |

| Descarga digital (Miike Snow Remix) |                                  |          |  |
| N.º                                 | Título                           | Duración |  |
| 1.                                  | «The Reeling» (Miike Snow Remix) | 4:19     |  |

## Posicionamiento en listas
| Lista (2009)                              | Mejor posición |
| ----------------------------------------- | -------------- |
| Japón (Hot 100)                           | 32             |
| Estados Unidos (Alternative Airplay)      | 34             |
| Estados Unidos (Dance/Mix Show Airplay)   | 19             |
| Reino Unido (The Official Charts Company) | 137            |
| Lista (2010)                              | Mejor posición |
| Escocia (Scottish Singles Sales Chart)    | 74             |
| Reino Unido (Official Charts Company)     | 99             |